# Start-up nation

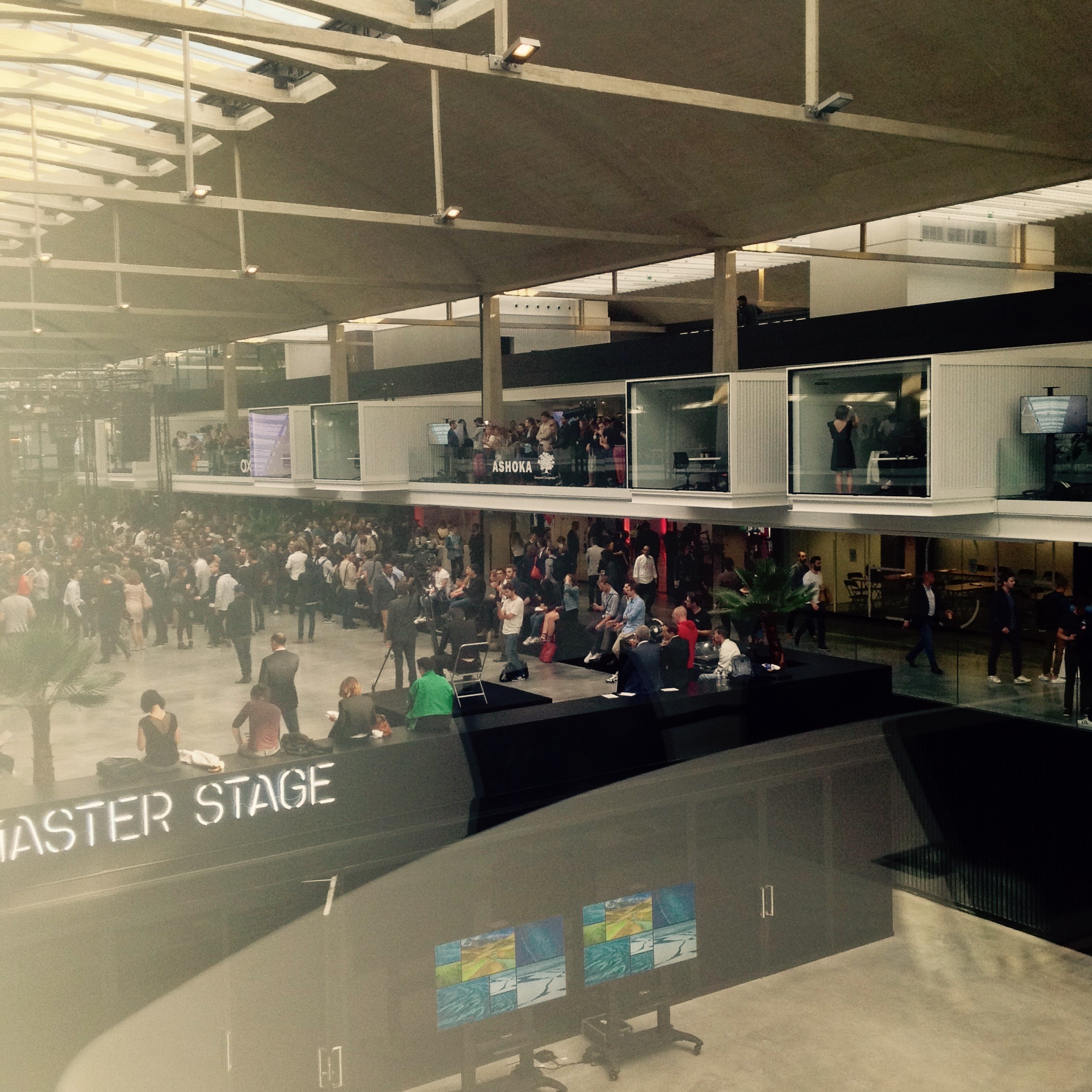
Station F, Halle Freyssinet à Paris.

L'expression Start-up Nation (en français, « Nation start-up »), initialement issue d'un livre analysant les succès économiques israéliens, est devenue, notamment en France, un slogan politique (associé en particulier à Emmanuel Macron) vantant la volonté du gouvernement de créer les conditions d'un pays prospère, faisant émerger de nombreuses entreprises innovantes, notamment dans le secteur du numérique,,,.
Les discours politiques enthousiastes se heurtent toutefois au fait qu'en 2021, la France possède moins de licornes que ses principaux concurrents économiques internationaux. Durant le CES Las Vegas 2022, ce ne sont pas moins de 130 startups françaises qui se sont envolées pour Las Vegas défendre l'innovation française. Dans les années 2020, l'enthousiasme pour les startups (notamment les importantes levées de fonds) en France est parfois critiqué comme s'approchant d'un risque de bulle spéculative,.

## Historique du concept

Logo du salon Viva Technology, organisé annuellement en région parisienne pour rassembler startups, grands groupes, investisseurs et grand public. Le président Macron y intervient lors de l'édition 2019.

Durant la campagne de l'élection présidentielle de 2017, Emmanuel Macron annonce son souhait de faire, s'il est élu, de la France une nation de startups en cinq ans. Le mouvement politique fondé par Emmanuel Macron, En Marche !, est parfois considéré comme une start-up de la politique, et Emmanuel Macron est lui même comparé à une start-up, par exemple par Claude Perdriel  le propriétaire de Challenges, qui l'affuble en 2017 du qualificatif de licorne. L'expression Start-up nation reste par la suite associée au candidat, puis président Macron.
En juin 2021, le ministre de l'Économie Bruno Le Maire annonce qu'il souhaite que le pays passe d'une « start-up nation » à « une nation de grandes entreprises technologiques »,

### Critiques
À mi-mandat, les ambitions gouvernementales de faire de la France une nation de startups, comme le slogan Start-up nation lui-même, font l'objet de critiques sur leur réalité ou leur efficacité, ou encore de remises en cause.
La notion de Start-up nation a suscité des critiques, étant par exemple raillée par des opposants politiques d'Emmanuel Macron, à l'instar du PCF.
L'enthousiasme pour la start-up nation semble s'être affaibli par rapport à ses débuts, la notion pouvant apparaitre « élitiste, parisienne, pas assez diverse ».

## Classement du nombre de licornes en avril 2021
En avril 2021, selon un classement Statista, la France compte moins de licornes (startups valorisées à plus de 1 milliard de dollars) que ses concurrents allemand et britannique.
| #  | Pays         | Nombre de licornes recensées |
| -- | ------------ | ---------------------------- |
| 1  | États-Unis   | 487                          |
| 2  | Chine        | 301                          |
| 3  | Inde         | 54                           |
| 4  | Royaume-Uni  | 39                           |
| 5  | Allemagne    | 26                           |
| 6  | France       | 19                           |
| 7  | Israël       | 17                           |
| 8  | Canada       | 15                           |
| 8  | Brésil       | 12                           |
| 10 | Corée du Sud | 10                           |